# Segunda de San Miguel
Segunda de San Miguel, även benämnd El Cerrito, är en ort i Mexiko, tillhörande kommunen Coatepec Harinas i södra delen av delstaten Mexiko. Orten hade 425 invånare vid folkräkningen 2010.